# Делененга

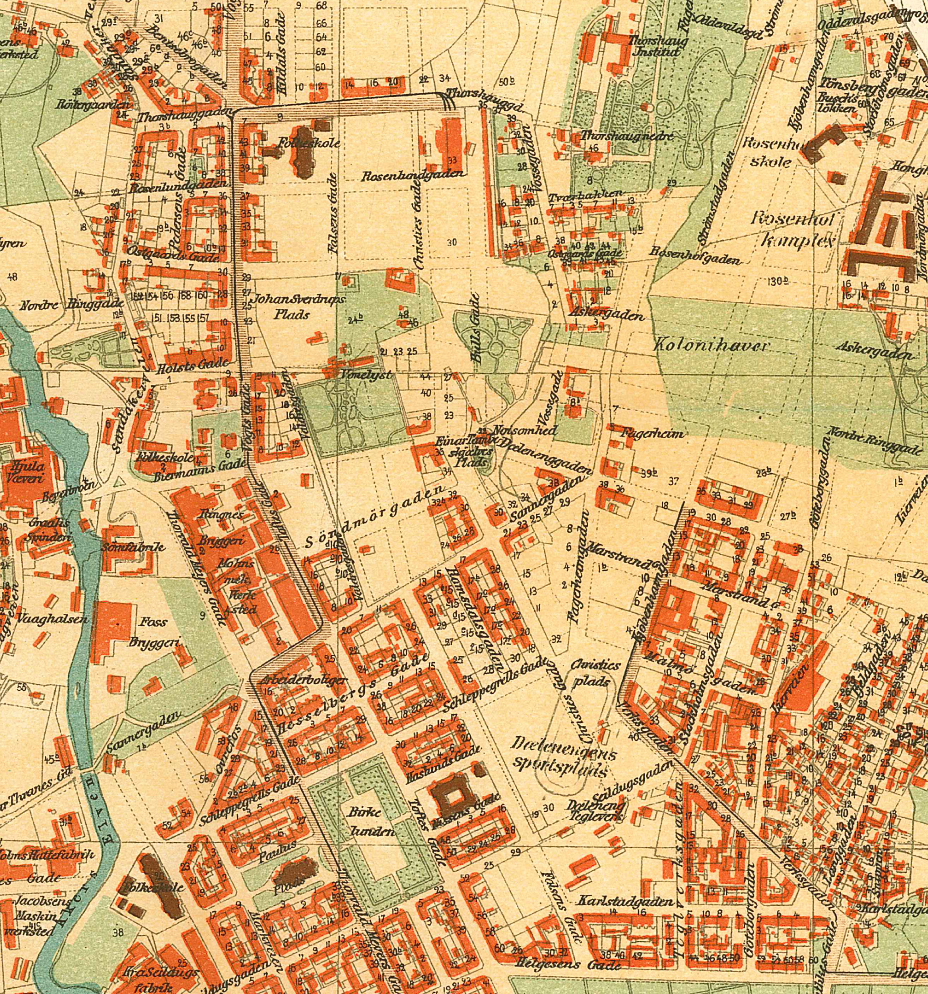
Делененга в 1917 г.

Делененга (норв. Dælenenga) — квартал в районе Грюнерлекка, в центре города Осло.
Квартал назван в честь фермы Дален, которая в настоящее время включена в административный округ Норвегии. В 1700-х включал фермы центральной, нижней, средней и верхней Делененги, которые в настоящее время соответствуют районам Софинберг, Роделокка и Розенхоф / Карл Бернерс.
В Делененге смешаны жилые и промышленные районы таких компаний, как шоколадная фабрика «Фрея и Бергенес», молочный завод «Meieribolaget» и картонная фабрика «Халланд». Дом на улице Шлппегрель 32, был первым помещением радиозавода «Tandberg’s Factory» 
Здания характеризуются функциональным стилем домов 1930—1940 годов и домов из 1890. Многие из старых ферм служили в качестве рабочих зданий завода «Фрея и Бергенес»- . Делененга с колониальными садами к северу от ворот Кристиана Михельсена была построена в 1906 году.

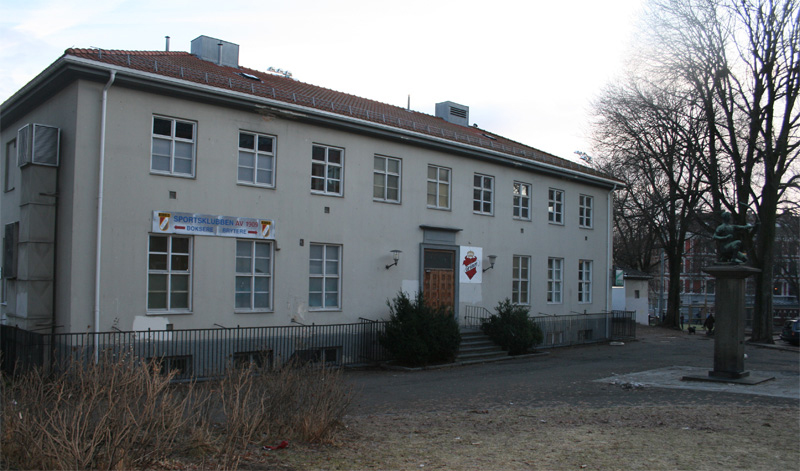
Здание спортивного клуба Делененги

## Спорт в Делененге
В Делененге спорт начал развиваться в 1916 году, когда появился футбольный клуб и легкоатлетический стадион. Также появилась возможность для занятий единоборствами. Стадион был также использован для катания на коньках и игры в хоккей с мячом (включая игры в качестве показательного вида спорта на Олимпийских играх в 1952 году), а также в 1929—1946 гг. использовался как велодром. В послевоенный период (в 1947—1968 гг.) в Делененге проводились соревнования по спидвею. В 1980-х годах спортивные площадки стадиона были разделены: на севере сделали каток, а на юге детский сад. Футбольный стадион получил искусственное покрытие.